# Préfixe d'unité
Un préfixe d'unité est un court élément textuel et mnémotechnique placé devant des unités pour indiquer des multiples ou des fractions de celle-ci. L'utilisation de ces préfixes numériques permet de différencier des ordres de grandeur. Les préfixes du système métrique, comme le kilo et milli, représentent la multiplication par des puissances de dix. En informatique, il est commun d'utiliser des préfixes binaires, basés sur des puissances de deux. Historiquement, de nombreux préfixes ont été utilisés ou proposés, mais seulement un ensemble restreint a été reconnu par des organisations de normalisation. 

## Les préfixes métriques
Les préfixes du Système international d'unités (abrégé SI) précèdent une unité de mesure de base pour indiquer un multiple de dix et de la fraction de dix d'une unité de base. Chaque préfixe a un symbole unique qui est ajouté au symbole de l'unité. Certains de ces préfixes étaient présents dès les origines du système métrique, en 1790, mais de nouveaux ont été ajoutés, et certains ont été supprimés. Le Bureau international des poids et mesures a standardisé vingt préfixes dans les résolutions datant de 1960 à 1991, à utiliser avec le SI.

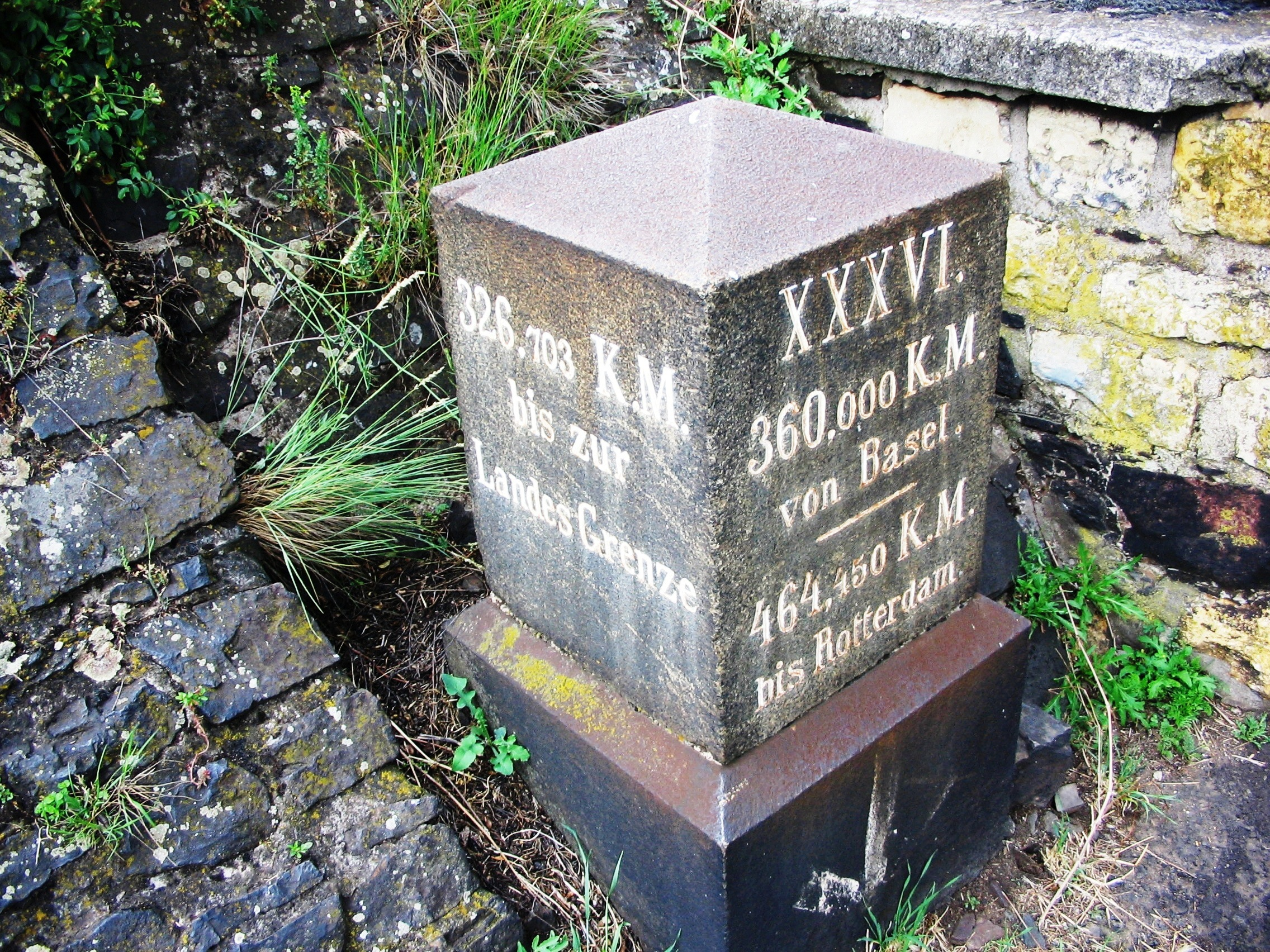
Borne sur le Rhin: 36 (XXXVI) myriamètres de Bâle

Le SI interdit la combinaison des préfixes. Ainsi les termes microkilogramme ou centimillimètre, par exemple, ne sont pas autorisés. Les préfixes correspondant à des puissances de mille sont généralement préférés, cependant, suivant les corps de métiers, des unités telles que l'hectopascal, l'hectare, le décibel, le centimètre, et le centilitre, sont couramment utilisées. Dans les contextes mathématiques, l'unité de préfixes sont toujours considérés comme faisant partie de l'unité, de sorte que, par exemple, dans l'exponentiation, 1 km2 signifie un kilomètre carré et pas mille mètres carrés et 1 cm3 signifie un centimètre cube pas un centième de mètre cube.
En général, les préfixes sont utilisés avec n'importe quelle unité métrique, mais peuvent également être utilisés avec des unités non métriques, comme les unités monétaires. Certaines combinaisons et préfixes, cependant, sont plus fréquents que d'autres. Le choix de préfixes pour une unité donnée est souvent posé pour simplifier la lecture de son ordre de grandeur, dans son contexte et son évolution historique. Les préfixes d'unité qui sont beaucoup plus grands ou plus petits que ceux rencontrés dans la pratique sont rarement utilisés, mais les combinaisons peuvent être considérées comme valides. Dans de nombreux contextes communs, seuls quelques préfixes sont utilisés. Par exemple, les préfixes des multiples de plus d'un millier sont rarement appliqués au gramme ou au mètre.
Certains préfixes utilisés dans des versions anciennes du système métrique ont été abandonnés. Les préfixes myria-,,, (du grec μύριοι, mýrioi), double- et demi-, qui indiquent respectivement des facteurs de 10 000, 2 et 1⁄2,  intégraient le système métrique adopté en France en 1795, mais ils n'ont pas été conservés lorsque les préfixes SI ont été acceptés à l'échelle internationale par la 11e Conférence générale des poids et mesures en 1960. Le préfixe "myrio-" une autre variante orthographique de "myria-" proposé par Thomas Young,.

## Les préfixes binaires
Un préfixe binaire indique la multiplication par une puissance de deux. La dixième puissance de 2 (210) a la valeur 1 024, ce qui est proche de 1 000. Cela a incité l'utilisation de la métrique préfixes kilo, méga et giga de dénotent également les puissances de 1024, ce qui concorde en informatique avec l'unité de l'information numérique, l'octet.
Les unités d'information ne sont pas couvertes par le Système International d'Unités. Les professionnels de l'informatique ont historiquement toujours utilisé les mêmes orthographes, prononciation et symboles pour décrire les grandeurs de données binaires en mémoire, dont les plus connus, le kilo ou le méga. Par exemple, dans les descriptions de mémoire vive ou capacité RAM, sont traditionnellement faites en kilo-octets, méga-octet et gigabyte soit respectivement 1 024 (210), 1 048 576 (220) et 1 073 741 824 (2à 30) octets.
D’autre part, dans les spécifications des disques durs et des débits de transmission, les préfixes décimaux, analogues au système métrique, sont utilisés. Par exemple, les 500 Go d'un disque dur contiennent 500 milliards d'octets, et une connexion ethernet de 100 mégabits par seconde transfère des données à 100 millions de bits par seconde. L'ambiguïté entre les termes anglais byte (octet) et bit a conduit à une certaine confusion et allant jusqu'à des poursuites de la part d'acheteurs qui s'attendaient à 220 ou 230 et se considèrent trompés par le vendeur. (voir Orin Safier v. Western Digital Corporation et Cho v. Seagate Technology (USA) Holdings, Inc.),. Pour se protéger, certains vendeurs ont décidé d'écrire la valeur en unité non préfixée : "1 000 000".
Afin d'éviter toute ambiguïté, la Commission Électrotechnique Internationale (CEI) a adopté de nouveaux préfixes binaires en 1998 (CEI 80000-13:2008 anciennement paragraphes 3.8 et 3.9 de la CEI 60027-2:2005) Chaque préfixe binaire est formé de la première syllabe de la virgule préfixe avec la même valeur, et la syllabe "bi". Les symboles sont le symbole décimal, toujours en majuscule, suivie de la lettre "i". Selon ces normes, kilo, méga, giga et suivants ne seraient utilisés que dans le sens décimal, même en se référant à des données, les capacités de stockage : kilo-octet et méga-octet désignerait mille et un million d'octets, respectivement (compatible avec le système métrique), tandis que de nouveaux termes tels que kibibyte, mebibyte et gibibyte, avec des symboles KiB, MiB et GiB, désigneraient 210, 220 et 2de 30 octets, respectivement. Les nouveaux préfixes ont surtout été utilisés dans la technique ou scientifique de la littérature.[réf. nécessaire] Leur adoption dans les publications populaires reste limitée.[réf. nécessaire]

## Préfixes non officiels
Jusqu'en 2022, le SI incluait des préfixes standard pour 1015 (péta), 1018 (exa), 1021 (zetta) et 1024 (yotta), mais pas au-delà. De nombreux autres préfixes, parfois facétieux, ont donc été proposés au fil du temps pour combler ce manque. Le préfixe bronto, utilisé dans le terme brontobyte, a ainsi été utilisé pour représenter plusieurs grandeurs entre 1015 et 1027 bytes, le plus souvent 1027,,,, (aujourd'hui représenté par ronna). En 2010, une pétition en ligne demande l'ajout au SI d'un autre préfixe, hella (mot d'argot californien signifiant « très »), pour la grandeur 1027, initiative lancée sur le campus de université de Californie à Davis,. Le préfixe, qui a été repris par la suite dans la San Francisco Chronicle, le Daily Telegraph, Wired et diverses revues scientifiques, a même été mis en avant par Google sous forme d’easter egg en mai 2010. Le préfixe geop et le terme geopbyte ont par ailleurs été utilisés dans l'industrie des technologies pour identifier la grandeur 1030 bytes dans le sillage du brontobyte.
Les préfixes ascendants peta (10005), exa (10006), zetta (10007) et yotta (10008) sont dérivés des nombres grecs ou latins penta (5), hexa (6), septem (7), et octa ou octo (8). De plus, les lettres finales de l'alphabet, z et y, sont présents dans ce qui constituait jusqu'en 2022 les plus grands préfixes du SI, zetta and yotta. De la même manière, les préfixes descendants zepto (1000−7) and yocto (1000−8) sont dérivés du grec hepta et octo ou du latin septem (7) et octo (8) précédés des lettres initiales z and y. Les lettres initiales ont été changées car le h, présent dans le préfixe ascendant hepta , était déjà utilisé dans le SI (en allemand, septo aurait été prononcé comme zepto), et parce que le o de octa/octo aurait pu être confondu avec le chiffre zéro. La CGPM a décidé d'étendre ce retour inverse z–y dans l'alphabet, sans toutefois préciser si la distinction des ensembles de lettres historiquement liés u / v / w et i / j seraient retenues, ou si des lettres comme le T, déjà utilisé dans les unités et préfixes du SI, seraient écartées.
Plusieurs propositions ont été faites pour l'extension de la série de préfixes, avec des termes ascendants tels que xenna, weka, vendeka — du grec ennea (9), deka (10), endeka (11) — et des termes descendants tels que xono, weco, vundo — du latin novem/nona (9), dec (10), undec (11). L'usage du grec pour les préfixes ascendants et du latin pour les préfixes descendants respecterait l'étymologie des préfixes initiaux tels que déca, hecto, kilo issus du grec et déci, centi, milli issus du latin. Bien que certains usages aient fleuri sur Internet, aucun n'a réellement été adopté, et c'est finalement une proposition avancée par le métrologue britannique Richard Brown en 2019 qui inspire le nom des nouveaux préfixes adoptés à la CGPM de 2022 : ronna (1027), quetta (1030), ronto (10−27) et quecto (10−30).